# Franz Hengsbach
Franz Hengsbach (Velmede, 10 september 1910 - Essen, 24 juni 1991) was een Duits geestelijke en kardinaal van de Rooms-Katholieke Kerk.
Hengsbach bezocht het stedelijk gymnasium van Brilon, het seminarie van Paderborn en het seminarie van Freiburg im Breisgau. Aan de Universiteit van München promoveerde hij in 1944 in de theologie op het proefschrift Das Wesen der Verkündigung - Eine homiletische Untersuchung auf paulinischer Grundlage. In 1937 werd hij priester gewijd. Hij werd hierna kapelaan in Herne. Van 1946 tot 1948 was hij secretaris-generaal van de Academische Bonifatius Vereniging en van de organisatie die de Duits Katholiekendagen van 1949 in Bochum voorbereidde. Van 1948 tot 1958 werkte hij als directeur voor het Pastoraal bij het aartsbisdom Paderborn. In 1952 benoemde paus Pius XII hem tot Ereprelaat van Zijne Heiligheid.
In 1953 benoemde paus Pius hem tot titulair bisschop van Cantano en tot hulpbisschop van Paderborn. Zijn bisschoppelijk motto was Eritis mihi Testes (Gij zult mijn getuigen zijn, Handelingen 1:8) In 1957 werd hij residentieel bisschop van Essen. Hij was de oprichter van Adveniat, een organisatie van de Duitse bisschoppenconferentie die zich bezighoudt met ondersteuning van de Kerk in Zuid-Amerika. Vanaf 1961 was Hengsbach militair ordinarius voor Duitsland. Mgr. Hengsbach nam deel aan het Tweede Vaticaans Concilie. In 1971 was het Hengsbach die namens de familie Albrecht het losgeld overhandigde aan de ontvoerders van Aldi-topman Theo Albrecht.

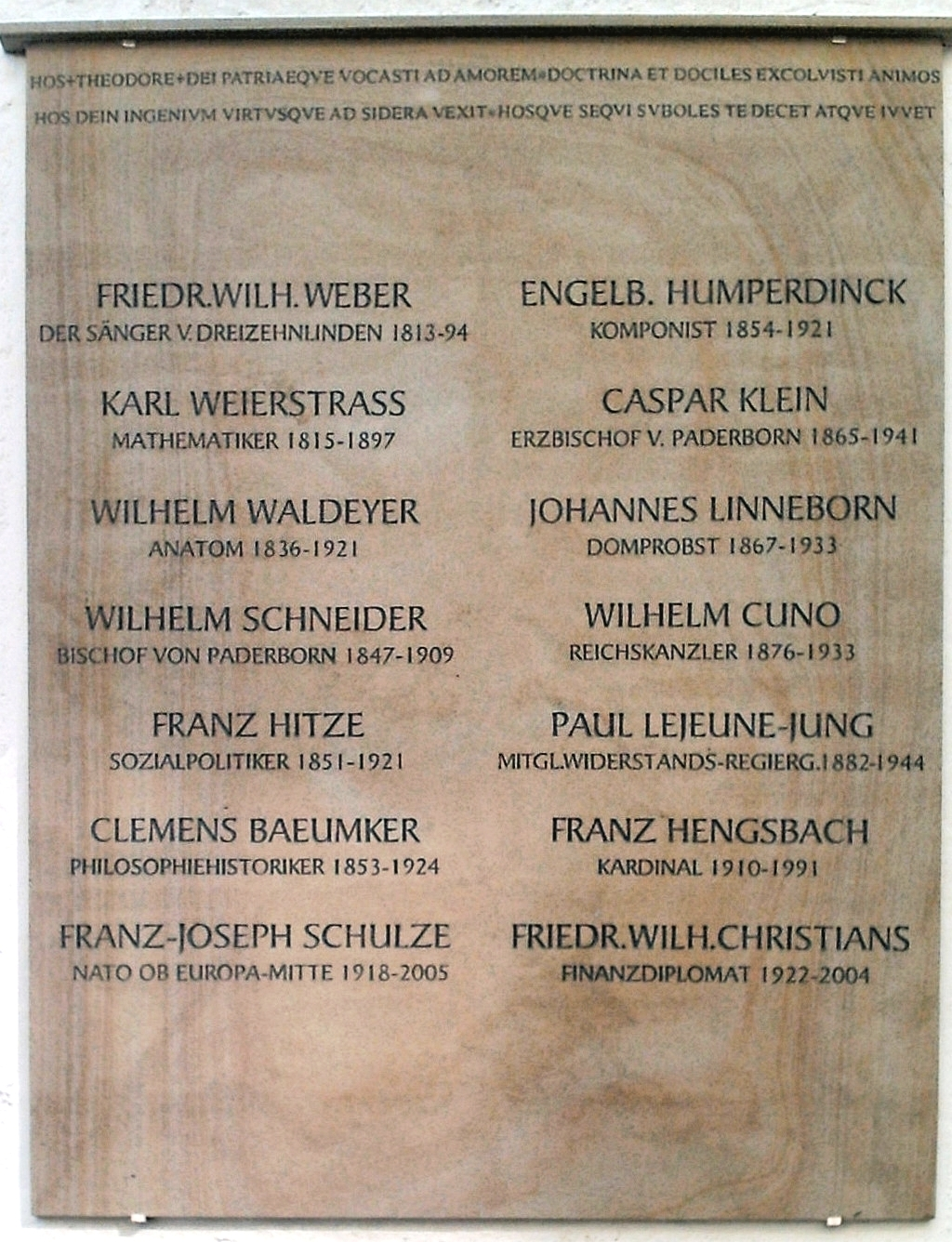
Een gedenksteen van het Gymnasium Paderborn, herinnert o.a. aan Franz Hengsbach

Vanaf 1973 was hij lid van de Congregatie voor de Clerus en van het centraal comité belast met de organisatie van het Heilig Jaar 1975. Paus Johannes Paulus II creëerde hem kardinaal tijdens het consistorie van 28 juni 1988. De Nostra Signora di Guadalupe a Monte Mario werd zijn titelkerk.
De kardinaal overleed in 1991 aan de gevolgen van een buikoperatie. Zijn lichaam werd bijgezet in de Dom van Essen. In diezelfde Dom wordt nog zijn bisschopsring bewaard. In die ring is geen edelsteen, maar een stuk steenkool aangebracht, ten teken van Hengsbachs verbondenheid met de mijnindustrie in zijn bisdom.
Naar aanleiding van klachten over seksueel misbruik, dat hij in de jaren 1950 en 1960 gepleegd zou hebben, werd zijn standbeeld aan de Domkerk te Essen eind september 2023 verwijderd.
- Bibliothèque nationale de France: cb11907226s (data)
- Gemeinsame Normdatei: 118710346
- International Standard Name Identifier: 0000 0001 1028 3997
- Library of Congress Control Number: no2010117312
- Nationale Bibliotheek van Tsjechië: uk2018994428
- Nederlandse Thesaurus van Auteursnamen: 071246789
- Réseau des bibliothèques de Suisse occidentale: 02-A003362939
- Istituto Centrale per il Catalogo Unico: SBLV219269
- Système universitaire de documentation: 026918684
- Virtual International Authority File: 64802145
- WorldCat: E39PBJhd8bDPhj9WCbP3cttxjC

1. ↑  Hengsbach-Statue wird nach Mißbrauchsvorwürfen abgebaut in: tagesschau.de, 25 september 2023.